# Rudlice

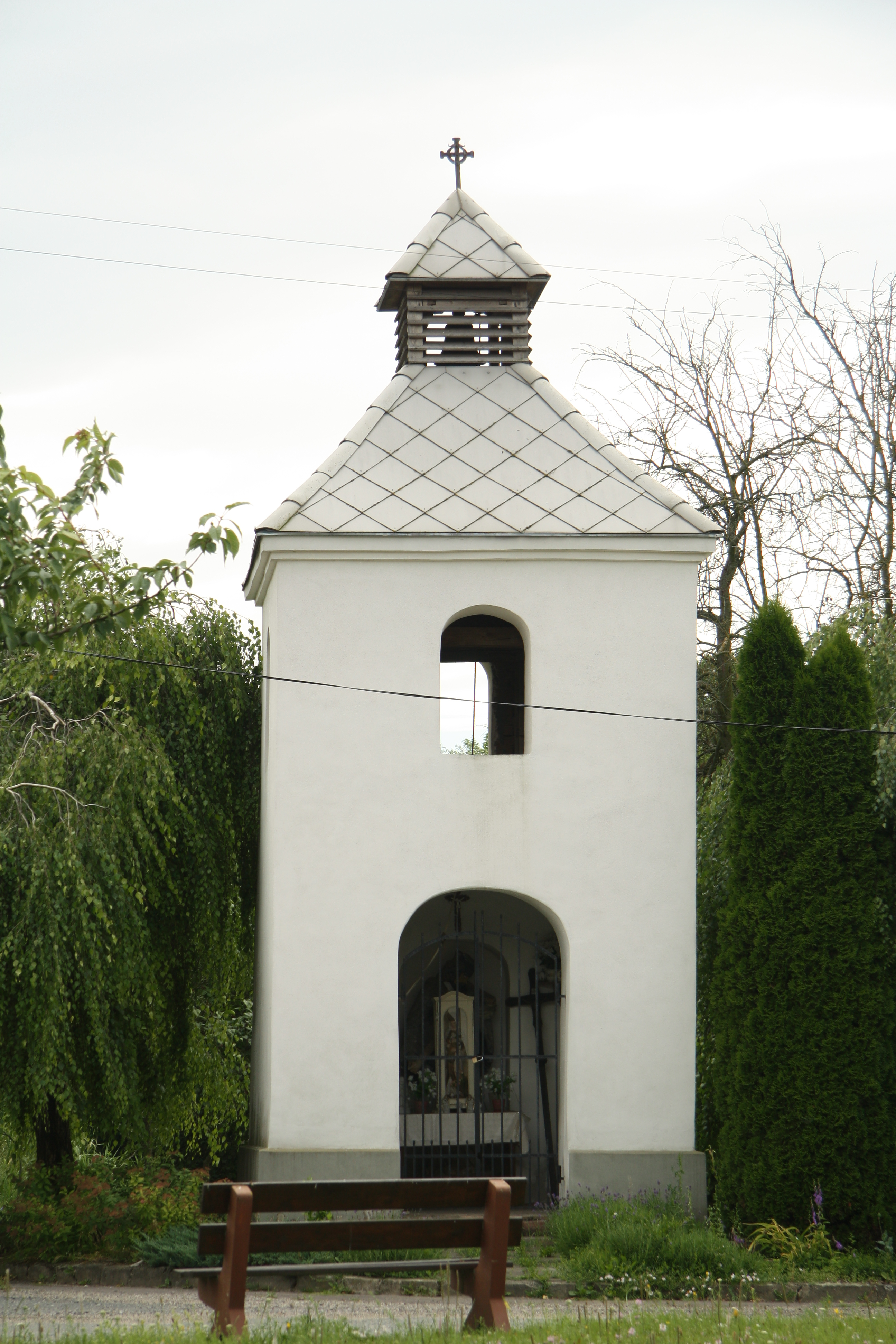
Glockenturm in Rudlice (2016)

Rudlice (deutsch Rudlitz) ist eine Gemeinde im Okres Znojmo in Tschechien.

## Geographie
Rudlice befindet sich 3,6 Kilometer von Znojmo entfernt, bis Brünn sind es rund 38 Kilometer. Rudlice grenzt an Vevčice, Běhařovice, Mikulovice u Znojma, Němčičky nad Jevišovkou, Plaveč und Hluboké Mašůvky. Durch Rudlice verläuft eine Landstraße, an der sich die einzige Bushaltestelle des Dorfs befindet. Im Südwesten von Rudlice verläuft die Jevišovka.

## Geschichte
1365 wurde Rudlice erstmals urkundlich erwähnt. Früher wurde in der Umgebung des Dorfs Eisenerz abgebaut. 1821 war die Gemeinde das Zentrum eines Bauernaufstandes. 1911 wurde in Rudlice eine Schule eröffnet. Das Dorf war vom Zweiten Weltkrieg wenig betroffen und es herrschte Frieden. Allerdings wurden 1944 zwei Bürger der Gemeinde von der Gestapo verhaftet, weil sie einem jugoslawischen Kriegsgefangenem halfen. Am 8. Mai 1945 trafen in Rudlice die ersten sowjetischen Soldaten ein. Nach 1948 wurde im Dorf unter anderem ein JZD gegründet.

## Ortsteile
- Rudlice

## Bevölkerungsentwicklung
| Jahr      | 1869 | 1880 | 1890 | 1900 | 1910 | 1921 | 1930 | 1950 | 1961 | 1970 | 1980 | 1991 | 2001 | 2011 | 2021 |
| --------- | ---- | ---- | ---- | ---- | ---- | ---- | ---- | ---- | ---- | ---- | ---- | ---- | ---- | ---- | ---- |
| Einwohner | 214  | 235  | 236  | 229  | 262  | 264  | 268  | 207  | 206  | 166  | 155  | 138  | 113  | 102  | 100  |

## Sehenswürdigkeiten
- Glockenturm
- Weltkriegsdenkmal
- Brücke über die Jevišovka

## Persönlichkeiten
- Jiřina Adamcová (1927–2019), Malerin und Grafikerin